# ARA Veinticinco de Mayo (V-2)
ARA Veinticinco de Mayo foi um porta-aviões da Argentina. É o décimo segundo navio da Marinha da Argentina a utilizar este nome, em homenagem a data que comemora a Independência daquele país.

## História
O navio serviu a Marinha Real Britânica como HMS Venerable (R63) de 1943 até 1948, quando participou da Segunda Guerra Mundial no Oceano Pacífico.
Foi depois transferido então para a Marinha Real Neerlandesa, onde recebeu o nome de Hr.Ms. Karel Doorman (R81).
Na Armada Argentina (1969-1997), teve participação ativa durante a Guerra das Malvinas. Foi desmobilizado em 5 de março de 1997, pelo então presidente da república Carlos Saúl Menem.
Vendido, o navio foi desmontado no ano de 2000, no Porto de Alang, Índia.